# Redemption Songs
Redemption Songs è un album in studio del gruppo musicale statunitense Jars of Clay, pubblicato nel 2005.

## Tracce
1. God Be Merciful to Me (Psalm 51) – 4:31
2. I Need Thee Every Hour – 3:47
3. God Will Lift Up Your Head – 4:22
4. I'll Fly Away (featuring Sarah Kelly) – 4:42
5. Nothing But the Blood (featuring The Blind Boys of Alabama) – 4:13
6. Let Us Love and Sing and Wonder (featuring Martin Smith) – 4:23
7. O Come and Mourn With Me Awhile – 4:04
8. Hiding Place – 4:06
9. Jesus, I Lift My Eyes – 3:28
10. It Is Well with My Soul – 3:54
11. On Jordan's Stormy Banks I Stand (featuring The Blind Boys of Alabama) – 4:32
12. Thou Lovely Source of True Delight – 4:31
13. They'll Know We Are Christians By Our Love – 3:02